# Julio Salinas
Julio Salinas Fernández (* 11. září 1962) je bývalý španělský fotbalista.

## Reprezentace
Julio Salinas odehrál 56 reprezentačních utkání a vstřelil v nich 22 gólů. Se španělskou reprezentací se zúčastnil Mistrovství světa 1986, 1990, 1994.

## Statistiky
| Španělsko | Španělsko | Španělsko |
| Roky      | Záp.      | Góly      |
| --------- | --------- | --------- |
| 1986      | 10        | 5         |
| 1987      | 2         | 0         |
| 1988      | 8         | 1         |
| 1989      | 4         | 1         |
| 1990      | 5         | 1         |
| 1991      | 0         | 0         |
| 1992      | 1         | 0         |
| 1993      | 8         | 7         |
| 1994      | 12        | 7         |
| 1995      | 4         | 0         |
| 1996      | 2         | 0         |
| Celkem    | 56        | 22        |